# Echium lancerottense
Espèce
Echium lancerottense  est une plante de la famille des Boraginaceae, endémique de l'île de Lanzarote.
Nom commun : Vipérine de Lanzarote

## Synonymes
- Echium pitardii A. Chev.

Echium lancerottense a été rattaché à Echium pitardii en 1971. 

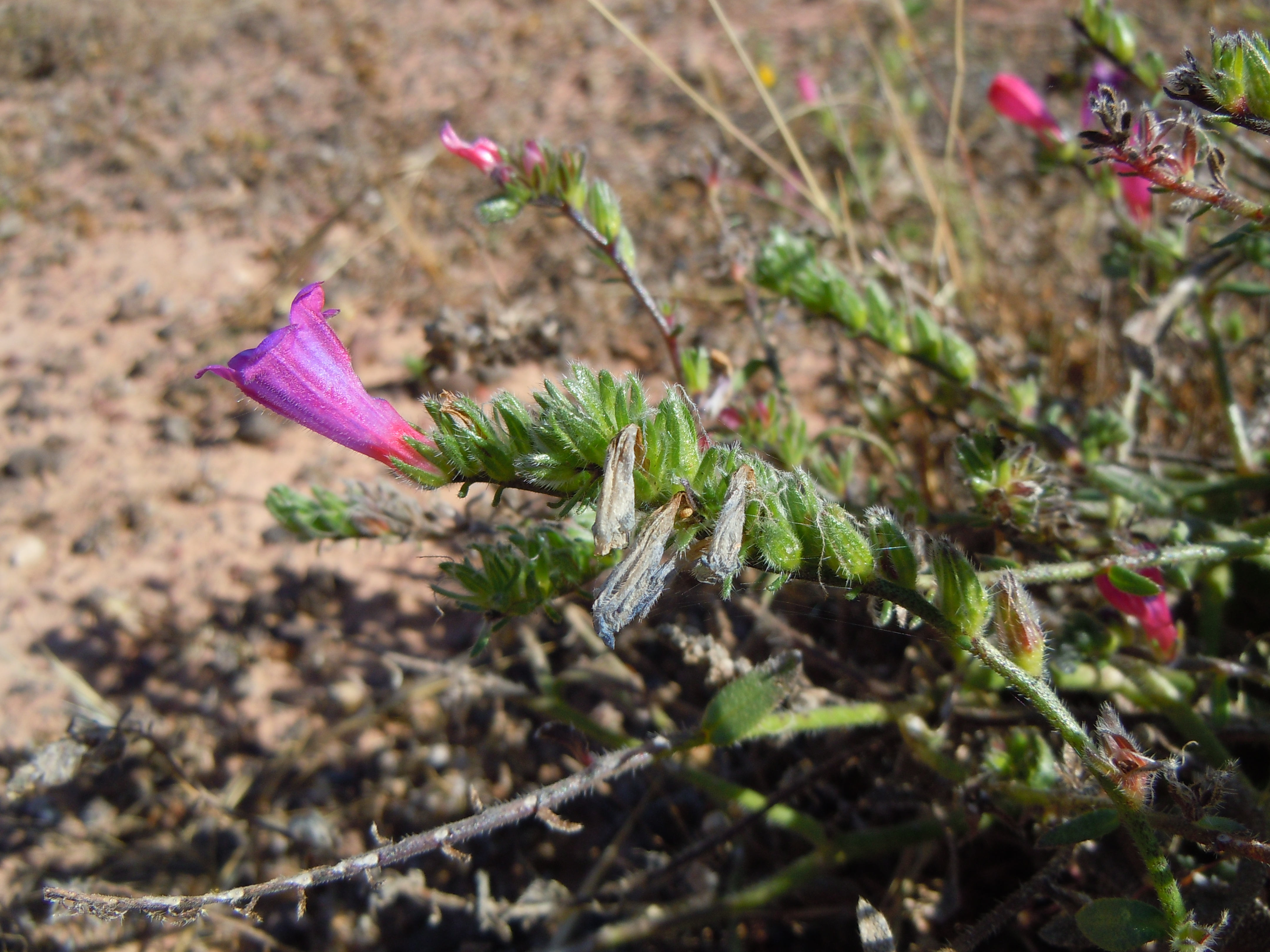
Fleur de Echium lancerottense

## Description
C'est une plante herbacée, basse, annuelle;
Les feuilles basales sont ovales et densément velues.

## Répartition
Echium lancerottense est endémique à Lanzarotte.